# Kenneth Callahan
Kenneth Callahan (* 30. Oktober 1905 in Spokane, Washington; † 6. Mai 1986 in Seattle, Washington) war ein US-amerikanischer Maler und Wandmaler. Er gilt als zentrale Figur der Northwest School, einer Kunstrichtung im pazifischen Nordwesten der Vereinigten Staaten.

## Leben
Kenneth Callahan wurde 1905 in Spokane, Washington, als fünftes von sieben Kindern von John und Martha Ann Cross Kenneth Callahan geboren. Seine Jugend verbrachte er in der Kleinstadt Glasgow, Montana. Auf Anregung seiner Mutter begann er im Alter von sieben Jahren mit Aquarellfarben zu malen. 1918 zog er mit seiner Familie nach Raymond, Washington, und zwei Jahre später nach Seattle, wo er an der Broadway High School Kunstunterricht nahm. Seine Eltern starben, als er noch ein Teenager war.
Kenneth Callahan schrieb sich an der University of Washington ein, brach das Studium jedoch nach zwei Monaten ab. Er zog nach San Francisco, wo er Illustrationen für eine Kinderzeitschrift anfertigte und, während er mit anderen Künstlern in billigen Wohnungen lebte, zum ersten Mal mit der zeitgenössischen abstrakten Kunst in Berührung kam. Zu dieser Zeit malte er in einem realistischen Stil, der von Thomas Hart Benton und den Künstlern der Ashcan School inspiriert war, aber er war tief beeindruckt von der Originalität von Klee, Kandinsky und Feininger. 1926 hat Kenneth Callahan seine erste Einzelausstellung in der Schwabacher-Frey Gallery in San Francisco; im Jahr darauf geht er als Schiffssteward auf Weltreise und kehrt 1930 nach Seattle zurück.
1930 heiratet Kenneth Callahan die Verlegerin Margaret Bundy. Die Callahans freunden sich mit Richard Fuller (dem Gründer des Seattle Art Museum – SAM), Mark Tobey, Morris Graves und anderen progressiven Künstlern an. Ihr Haus wurde zu einem Treffpunkt für die Kunstszene Seattles, darunter die prominenten japanisch-amerikanischen Künstler Kenjiro Nomura und Kamekichi Tokita und viele andere.
1933, im Alter von 27 Jahren, erlangte er nationale Anerkennung, als einige seiner Bilder auf der ersten Biennale für zeitgenössische Kunst im Whitney Museum in New York ausgestellt wurden. Im selben Jahr begann er seine zwanzigjährige Tätigkeit für die SAM, als diese ihr neues Gebäude im Volunteer Park in Seattle eröffnete. In den folgenden zwei Jahrzehnten kuratierte er Ausstellungen für das SAM, schrieb eine wöchentliche Kunstkolumne für die Seattle Times und unternahm Reisen nach Europa und Lateinamerika, doch sein Hauptinteresse galt weiterhin der Malerei. Er hatte zahlreiche Ausstellungen, erhielt mehrere Aufträge für Wandmalereien (u. a. für das Federal Art Project in Anacortes und Centralia, Washington, und Rugby, North Dakota) und half bei der Gründung der Group of Twelve, einem „unabhängigen Salon“ von Künstlern aus dem Nordwesten. In den späten 1930er Jahren verbrachten er und seine Frau viel Zeit im Robe Valley in den North Cascades Mountains; während des Zweiten Weltkriegs verbrachte er die Sommer als Feuerwächter für den U.S. Forest Service in den Cascades.
Kenneth Callahan genoss seinen Status als anerkannter Künstler, doch seine immer abstrakter werdenden Bilder ließen sich nicht gut verkaufen. Er ergänzte sein Einkommen durch gelegentliche Lehraufträge an verschiedenen Colleges und bewarb sich 1954 um eine Professur an der New York University. 1961 starb Margaret an Krebs; zwei Jahre später brannte sein Sommerhaus/Atelier in der Nähe des Stillaguamish River ab, während er sich in Europa aufhielt. 1964 heiratete er Beth Inge Gotfredsen, eine in Dänemark geborene Krankenschwester, die Margaret und Kenneth Callahans Schwiegervater während seiner letzten Krankheit gepflegt hatte. Sie zogen nach Long Beach, Washington, an die Pazifikküste, wo Kenneth Callahan in seinem Atelier nahe der Küste weiter malte.
Als Kenneth Callahan am 8. Mai 1986 starb, zeigte das Seattle Art Museum ein Dutzend seiner Gemälde aus der ständigen Sammlung im Activities Room, der normalerweise nicht für Kunstausstellungen genutzt wird.

## Werk
Kenneth Callahan gilt zusammen mit Guy Anderson, Morris Graves und Mark Tobey als einer der Northwest Mystics, die eine gedämpfte Farbpalette und ein starkes Interesse an asiatischer Ästhetik teilten. Im Jahr 1953 veröffentlichte das Life Magazin einen Artikel mit großformatigen Farbfotos, in dem Callahan, Graves, Anderson und Tobey als „Mystic Painters of the Pacific Northwest“ gefeiert wurden. Kenneth Callahan hat sich jedoch nie als „mystischer“ Maler verstanden. In Schriften und Interviews erklärte er, dass er sich nicht für Symbolik interessiere, sondern seine Arbeit fest in der Natur und der Kunstgeschichte verwurzelt sehe – was sie zu Beginn seiner Karriere auch eindeutig war. In den frühen 1960er Jahren wurde sein Stil jedoch viel komplexer – und scheinbar voller Symbolik. Im Laufe der Zeit verschwanden die figurativen Elemente – Menschen, Pferde, Bäume, Insekten – aus seinem Werk zugunsten der reinen Abstraktion.
In den siebziger Jahren entstanden zwei ungewöhnliche Auftragsarbeiten: 1972 entwarf er Kostüme und Bühnenbilder für die Macbeth-Inszenierung des Seattle Repertory Theatre, und 1976 bat ihn der Besitzer der Longacres-Rennbahn, eine Serie von Pferdebildern für ein Restaurant auf dem Gelände zu malen.
Kenneth Callahans Werke befinden sich in den Sammlungen des Metropolitan Museum, des Guggenheim Museum und des Museum of Modern Art in New York, der Corcoran Gallery, der Phillips Collection und des Hirshhorn Museum in Washington, D.C., des Chicago Art Institute, des San Francisco Museum of Modern Art, des Seattle Art Museum und des Tacoma Art Museum. Im Jahr 2014 waren mehrere seiner Werke in der großen Ausstellung Modernism in the Pacific Northwest: the Mythic and the Mystical im Seattle Art Museum zu sehen.